# Карл Штрелов

Карл Штрелов

Карл Штрелов (Carl Strehlow, повне ім'я — Карл-Фрідріх-Теодор Штрелов / нім. Carl Friedrich Theodor Strehlow; *23 грудня 1871, с. Фрідерсдорф округу Анґермюнде, Бранденбург, тепер Німеччина — 20 жовтня 1922, Хорсшу Бенд / Horseshoe Bend, Північна територія, Австралія) — німецький лютеранський священник-місіонер у Австралії, що став відомий завдяки документуванню й студіям культури, побуту і мов австралійських аборигенів.

## Біографія
Навчався у семінарії в Нойєндеттельзау (Neuendettelsau) округу Ансбах, яку закінчив у 1891 році, й у наступному році був висвячений на священника.
У 1894—1922 роках, тобто до самої смерті, Карл Штрелов очолював місію на річці Фінке у Германнсбурзі (Hermannsburg) у Північній території (Австралія). Там він ретельно документував і вивчав мови, побут, звичаї і світогляд австралійських тубільних племен аранда і лоритья, опублікувавши у співавторстві з Моріцом фон Леонгарді (Moritz von Leonhardi) 7-томну працю-дослідження культури цих племен.
Результати студій Штрелова, в першу чергу щодо австралійського тотемізму, були з часом сприйняті більшістю сучасних західних антропологічних шкіл. Однак за життя, праці й досліди священника-науковця піддавалися критиці з боку іншого визначного фахівця з австралійських племен сера Волтера Болдуїна Спенсера (Sir Walter Baldwin Spencer), хоча дослідники жодного разу не зустрічалися і не писали один одному.
У 1922 році безнайдійно хворий Штрелов вирушив по медичну допомогу до Аделаїди, і в цій мандрівці не дійшовши до місця призначення близько 240 км, помер від спраги біля Хорсшу Бенда, де й був похований. Після його смерті лишились дружина, п'ятеро синів і дочка. Науково-дослідницьку діяльність батька продовжив його син Тед Штрелов (Ted Strehlow).
Попри те, що, австралійська антропологія в значній мірі недооцінила роботи свого визначного представника — Карла Штрелова, записи міфів і легенд, а також документування місіонером побуту племен аранда і лоритья вважаються одним з найцінніших і найдостовірніших документальних свідчень і джерел з етнографії тубільних австралійців кінця XIX — початку XX століть. Книга Теда Штрелова, професора з австралійського мовознавства Університету Аделаїди Journey to Horseshoe Bend (Сідней, 1969) стала справжнім меморіалом батькові.
Іменем Карла Штрелова названі відкритий у 1960 році в Германнсбурзі меморіальний госпіталь (Carl Strehlow Memorial Hospital) і Дослідницький центр (Strehlow Research Centre) у Аліс-Спрингсі.

## Вибрана бібліографія
- C. T. Madigan, Central Australia (Lond, 1936);
- E. Leske (ed), Hermannsburg (Adel, 1977);
- W. McNally, Aborigines, Artefacts and Anguish (Adel, 1981);
- D. J. Mulvaney and J. H. Calaby, ‘So Much That is New’ (Melb, 1985);
- D. J. Mulvaney, Encounters in Place (Brisb, 1989);
- Auricht's Book Almanac (Australian Lutheran Almanac) (Adelaide), 1924;
- Year Book of the Lutheran Church in Australia, 1974;
- Observer (Adelaide), 28 Oct 1922;
- Aborigines' Friends' Association, Annual Report, 1957 (State Library of South Australia);
- CRS A3 item NT/15/2274 (National Archives of Australia).